# Завітне (Бахчисарайський район)
Заві́тне (до 1948 року — Алма́-Кєрмє́н, крим. Alma Kermen) — село в Україні, у Бахчисарайському районі Автономної Республіки Крим. Підпорядковане Поштівській селищній раді.

## Назва
Alma (зросійщенне Альма) — назва річки, на якій село розташоване, а Kermen кримськотатарською означає «фортеця» — «Альмінська фортеця».
Петер Кеппен у праці «Про давнину південного берега Криму та гір Таврійських» прямо вказував на походження назви від залишків давньої фортеці на околиці села і зазначав, що місцеві кримські татари називали її просто Кала (крим. Qale, «замок»).

## Населення
За даними перепису населення 2001 року, у селі мешкало 486 осіб. Мовний склад населення села був таким:
| Мова              | Число ос. | Відсоток |
| ----------------- | --------- | -------- |
| українська        | 58        | 11,93    |
| російська         | 255       | 52,47    |
| кримськотатарська | 157       | 32,3     |
| вірменська        | 4         | 0,82     |